# Mareuil, Charente
Mareuil là một xã thuộc tỉnh Charente trong vùng Nouvelle-Aquitaine tây nam nước Pháp. Xã này có độ cao trung bình 164 mét trên mực nước biển.